# 世界競争力報告
世界競争力報告（せかいきょうそうりょくほうこく、英：Global Competitiveness Report、略してGCR）は世界経済フォーラムによって出版される年次の報告書である。2004年から、世界競争力報告はザビエル・サラ‐イ‐マルティンとエルサ・V・アタディ（英：Elsa V. Artadi）によって開発された、世界競争力指数（英：Global Competitiveness Index）に基づき諸国をランク付けする。それ以前は、マクロ経済的ランク付けはジェフリー・サックスの成長開発指数（英：Growth Development Index）、そしてミクロ経済的ランク付けにはマイケル・ポーターのビジネス競争力指数（英：Business Competitiveness Index）に基づいていた。世界競争力指数は競争力のマクロ経済とミクロ／ビジネスの様相を単一の指数へと寄せ集めた。
報告は「繁栄の高い水準をそれらの市民たちへ提供する諸国の能力を評価する。これはどのように生産的に国家が代替効果かに帰趨する。したがって、世界競争力指数は制度、政治、そして持続可能な経済的繁栄の現在および中期的な水準を定めるところの要因の、組み合わせを計測する」。

## 特徴
2004年から、報告書は世界競争力指数によって世界の国々をランク付けする。報告書はそれが最新の理論的かつ実証的な調査に基づいていることを述べる。3分の2は実力者の意見の調査（英：Executive Opinion Survey）からのものと、並びに3分の1は国際連合のような公によって入手できる出典からのものの、110個以上の変数からそれは成る。変数は12の柱へと組織だてられる。それら各々の柱は競争力を決定づける重要なものとして考えられるある分野を表現する。
報告書の一部は実力者の意見の調査である。それはビジネスの指導者の各自の国々での彼らの代表的なサンプルの調査である。応答者の数は毎年増えて（2010年の）現在ではちょうど142カ国の13500人以上である。
報告書は国の開発；賃金の増加傾向や労働生産性が国の競争力を改善しなければならない、この高い収入を維持するようなこと、のようなことを記す。加えて、スウェーデンで何が生産性を生むかはガーナで何がそれを動かすかとは必然的に異なっている。このようにして、GCIは3つの特別な段階へと国々を区別する：素因駆動（英：factor-driven）、効率駆動（英：efficiency-driven）、革新駆動（英：innovation‐driven）の、各々はその経済での操業における複雑さの次元の増大を意味する。
報告書には競争力の12の柱がある。これらは以下の通り：
1. 社会制度
2. 適当な社会基盤
3. 安定的なマクロ経済の枠組み
4. 良好な公衆衛生と初等教育
5. 高等教育と職業訓練
6. 効率的な商品市場
7. 効率的な労働市場
8. 発展した金融市場
9. 既存技術の利益を利用する能力
10. およびそれらの国内ならびに海外での市場規模
11. もっとも洗練された生産工程による新しく差異のある商品の生産によること
12. 技術革新

素因駆動段階の国々では、素朴な未熟練の労働力と天然資源といった、それらの基本財産に基づいて競争する。企業は価格の基本において競争し、そして低賃金を反映するそれらの低い生産性をもって、基礎的な製品や商品を売る。この発展段階での競争力を維持するには、競争力は主に良く機能する公的並びに私的な制度（柱1）、適当なインフラストラクチャー（柱2）、安定なマクロ経済の枠組み（柱3）、及び良好な公衆衛生と初等教育（柱4）に懸かっている。
開発を伴った賃金の上昇につれ、より効率的な生産工程と品質の向上を開発し始めるに違いない。この点において、競争力はより高い教育と職業訓練（柱5）、効率的な商品市場（柱6）、効率的な労働市場（柱7）、発展した金融市場（柱8）、既存の技術の利益を享受できる能力（柱9）、およびそれの国内と海外での市場規模（柱10）、によって高まりだす。
最後には、国々は革新駆動段階へと移行するにつれ、ビジネスが新規なまたはユニークな製品を供給することで競争できることによってのみ高い賃金と生活水準を維持できる。この段階では、企業は最も洗練された生産工程を使い（柱11）かつイノベーションを通して（柱12）新規な差異のある商品をもたらすことで競争しなくてはならない。
このようにして、経済発展のそれらの段階の働きでの、競争力における各々の柱の衝撃は国々にわたって違ってくる。したがって、GCIの算出においては、各々の柱はその国の資本当たりの収入に基づいた異なった重み付けを与えられる。その使われる重みは最近数年での成長を最もよく説明する値である。例えば、洗練と革新は素因駆動と効率駆動の経済では最後のスコアへ10％影響するが、革新駆動経済では30％である。中間の値は各段階の間の移り変わりでの経済について用いられる。
世界競争力指数の毎年の報告は幾分「ビジネス環境改善指数」やIndices of Economic Freedomに似ている。それらもまた（しかし「世界競争力報告」ほど多くはない）経済成長に影響する要因を調べる。

## 2017-2018年のランク付け
これは2017-2018年の報告の上位30位である。
1. スイス 5.86 (-)
2. アメリカ 5.85 (+1)
3. シンガポール 5.71 (-1)
4. オランダ 5.66 (-)
5. ドイツ 5.65 (-)
6. 香港 5.53 (+3)
7. スウェーデン 5.52 (-1)
8. イギリス 5.51 (-1)
9. 日本 5.49 (-1)
10. フィンランド 5.49 (-)
11. ノルウェー 5.40 (-)
12. デンマーク 5.39 (-)
13. ニュージーランド 5.37 (-)
14. カナダ 5.35 (+1)
15. 台湾 5.33 (-1)
16. イスラエル 5.31 (+8)
17. アラブ首長国連邦 5.30 (-1)
18. オーストリア 5.25 (+1)
19. ルクセンブルク 5.23 (+1)
20. ベルギー 5.23 (-3)
21. オーストラリア 5.19 (+1)
22. フランス 5.18 (-1)
23. マレーシア 5.17 (+2)
24. アイルランド 5.16 (-1)
25. カタール 5.11 (-7)
26. 韓国 5.07 (-)
27. 中国 5.00 (+1)
28. アイスランド 4.99 (-1)
29. エストニア 4.85 (+1)
30. サウジアラビア 4.83 (-1)

## 2016-2017年のランク付け
これは2016-2017年の報告の上位30位である。
1. スイス 5.81 (-)
2. シンガポール 5.72 (-)
3. アメリカ 5.70 (-)
4. オランダ 5.57 (+1)
5. ドイツ 5.57 (-1)
6. スウェーデン 5.53 (+3)
7. イギリス 5.49 (+3)
8. 日本 5.48 (-2)
9. 香港 5.48 (-2)
10. フィンランド 5.44 (-2)
11. ノルウェー 5.44 (-)
12. デンマーク 5.35 (-)
13. ニュージーランド 5.31 (+3)
14. 台湾 5.28 (+1)
15. カナダ 5.27 (-2)
16. アラブ首長国連邦 5.26 (+1)
17. ベルギー 5.25 (+2)
18. カタール 5.23 (-4)
19. オーストリア 5.22 (+4)
20. ルクセンブルク 5.20 (-)
21. フランス 5.20 (+1)
22. オーストラリア 5.19 (-1)
23. アイルランド 5.18 (+1)
24. イスラエル 5.18 (+3)
25. マレーシア 5.16 (-7)
26. 韓国 5.03 (-)
27. アイスランド 4.96
28. 中国 4.95 (-)
29. サウジアラビア 4.84 (-4)
30. エストニア 4.78 (-)

GCIの計算と構造は Global Competitiveness Report 2013-2014, Full Data Edition の49-50頁で見ることができる。